# Johannes Schottky
Johannes Schottky (* 17. September 1902 in Frankfurt/Oder; † 1992) war ein deutscher Psychiater, Rassenhygieniker, SS-Führer und Direktor der Landesheilanstalt Hildburghausen in Thüringen.

## Leben
1928 machte Schottky das medizinische Staatsexamen. Von 1930 bis 1933 war er Assistenzarzt am Kaiser-Wilhelm-Institut für Psychiatrie in der Psychiatrischen Abteilung im Krankenhaus Schwabing. 1933 wurde er Abteilungsleiter im Stabsamt des Reichsbauernführers in der Abteilung Erbpflege und Gesundheitsführung. Von 1936 bis 1945 war Schottky Direktor der Landesheilanstalt Hildburghausen. Schottky war Mitglied der SS (SS-Nummer 121.788) und erreichte dort den Rang eines Obersturmbannführers. Nach 1945 praktizierte er als Nervenarzt in Herford.
In der Sowjetischen Besatzungszone wurde seine Schrift Die Vererbung beim Menschen mit besonderer Berücksichtigung der körperlichen und geistigen Gebrechen (1938) auf die Liste der auszusondernden Literatur gesetzt.

## Landesheilanstalt Hildburghausen
In der Landesheil- und Pflegeanstalt Hildburghausen waren zirka 1500 Kranke untergebracht. Bei ihnen handelte es sich zumeist um Schizophrene, vereinzelt auch um Epileptiker und Schwachsinnige. Im Zuge der Nutzung von Krankenhäusern für kriegswichtige Zwecke erfolgte ab 1940 die Teilräumung. 250 (oder 220) Betten wurden für englische Kriegsgefangene bereitgestellt.
Laut Recherchen von Michael Kühne, Superintendent in Hildburghausen, wurden zwischen 1939 und 1944 bis zu 750 Patienten aus der Heilanstalt abtransportiert. Aus den vier Heilanstalten auf Thüringer Gebiet (Landesheilanstalt Blankenhain, Landesheilanstalt Hildburghausen, Landesheil- und Pflegeanstalt Pfafferode bei Mühlhausen und Landesheilanstalt Stadtroda) fielen mindestens 630 Patienten der Aktion T4 zum Opfer.
Nachdem ihn Karl Brandt noch 1944 auf einen Lehrstuhl für Rassenhygiene in München setzen wollte, war Schottky nach 1945 als Nervenarzt in Herford tätig.
Die Große Strafkammer I des Landgerichts in Meiningen verurteilte Schottky am 19. September 1951 wegen Verbrechens gegen die Menschlichkeit nach dem Kontrollratsgesetz Nr.10 Abschn.II Ziff.1c) zu einer Zuchthausstrafe von 2 Jahren und 9 Monaten. Das Urteil konnte nicht vollstreckt werden, da Schottky sich in Westdeutschland aufhielt.

## Schriften (Auswahl)
Als Autor:
- Die Veränderung der Alkoholwirkung bei gleichzeitiger Aufnahme von Fett- oder Eiweißnahrung. In: Psychologische Arbeiten. Bd. 9 (1928), S. 384–434 (Dissertation, Universität München, 1930).
- Der Umgang mit seelisch Kranken in der Familie. Mit einem Geleitwort von Julius Wagner-Jauregg. Maudrich, Wien 1933; 2., ergänzte Auflage: Der Umgang mit seelisch Kranken. Ein Leitfaden für Angehörige und Pflegende. 1940.
- Die Vererbung beim Menschen mit besonderer Berücksichtigung der körperlichen und geistigen Gebrechen. Lehmann, München 1934; 2., verbesserte Auflage 1938.
- Ehe und Krankheit. Maudrich, Wien 1940.

Als Herausgeber:
- mit Otmar von Verschuer: Fortschritte der Erbpathologie, Rassenhygiene und ihrer Grenzgebiete (Zeitschrift).
- Die Persönlichkeit im Lichte der Erblehre. Teubner, Leipzig 1936.
- Rasse und Krankheit. Lehmann, München 1937.